# Buses blancos

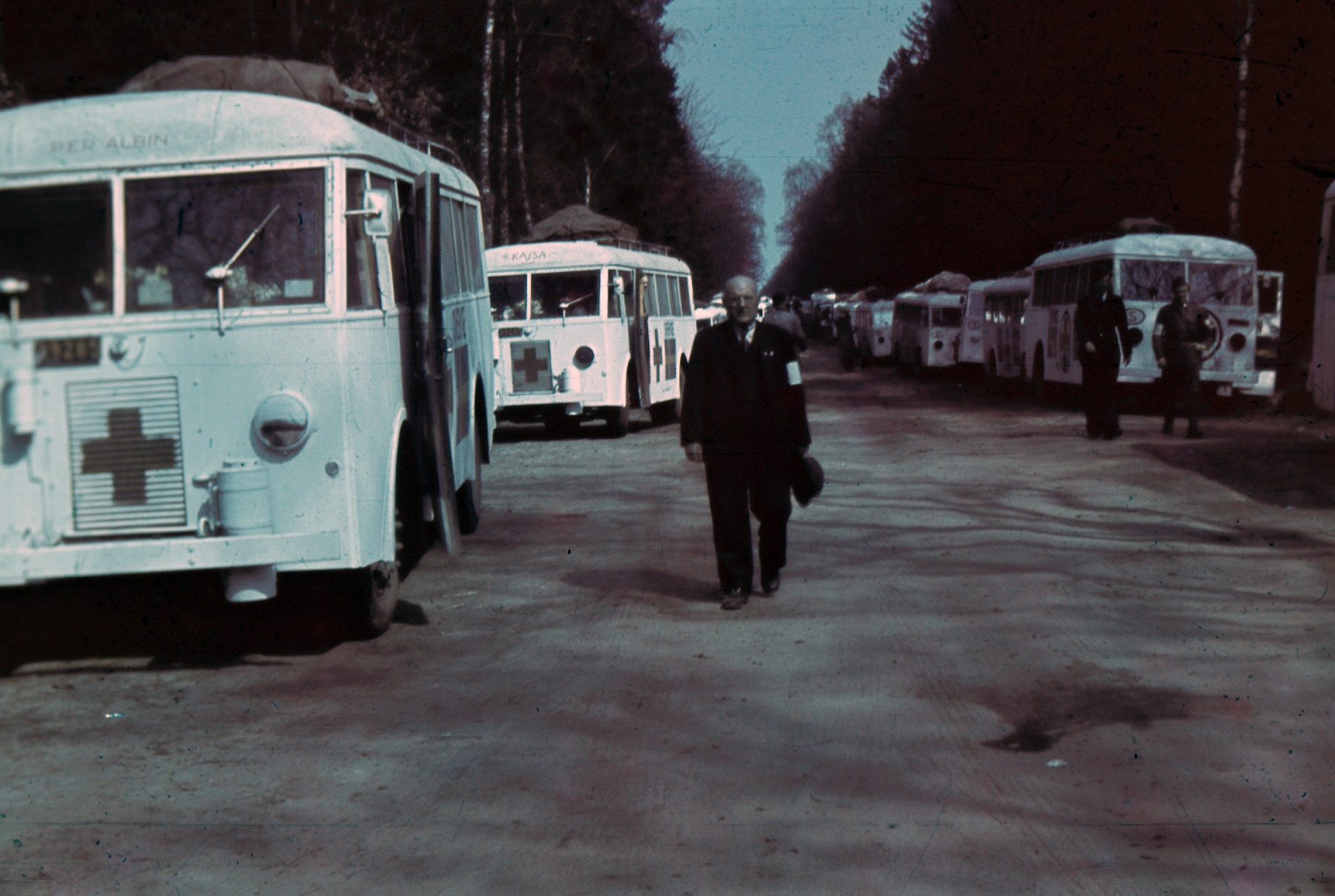
Los autobuses blancos suecos se reunieron en su sede de campo en Friedrichsruh

Los autobuses blancos, probablemente en Friedrichsruh Slot, Schleswig-Holstein, Alemania. (Cruz Roja Sueca)

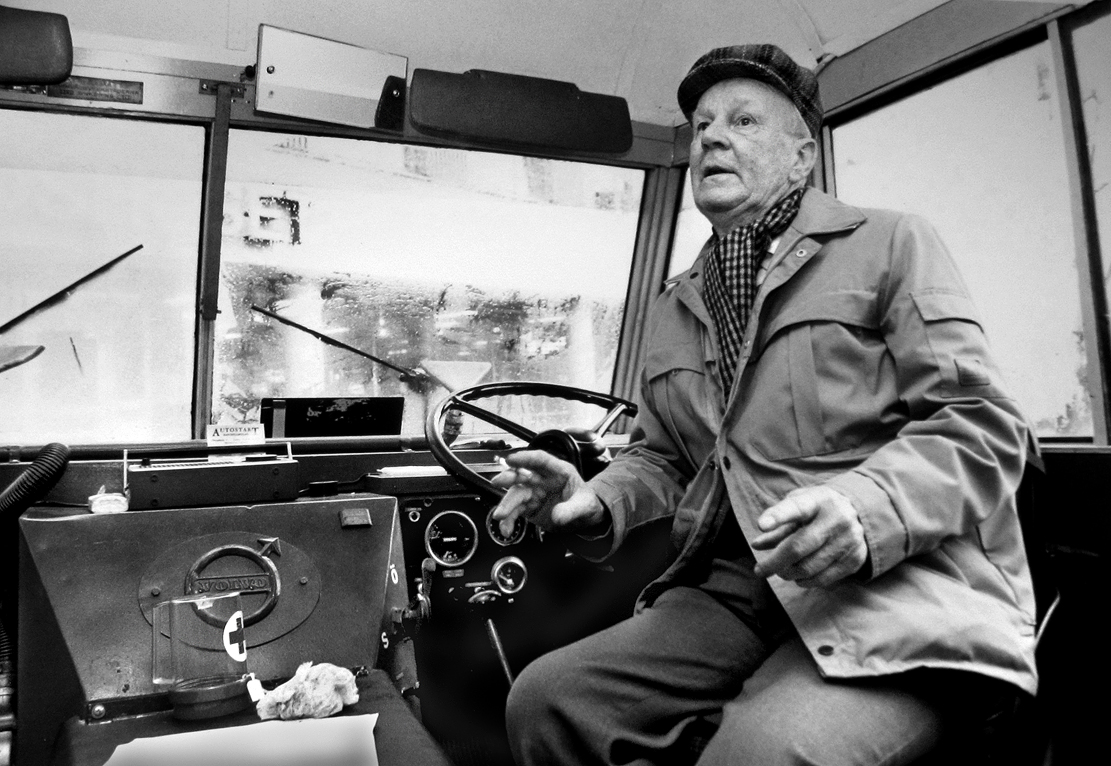
El 19 de abril de 1945, los autobuses blancos comenzaron a recoger prisioneros de los campos de concentración de Alemania. Cuando era un joven recluta, Stig Svensson era conductor voluntario en uno de los autobuses blancos (no en el de la foto). "Nunca olvidaré lo que he estado haciendo", dijo en una entrevista de 1992

Buses blancos fue el nombre que se le dio a un programa humanitario impulsado por el Conde sueco Folke Bernadotte y llevado a cabo por la Cruz Roja de Suecia y el gobierno de Dinamarca en la primavera de 1945 durante la Segunda Guerra Mundial. El objetivo principal de la operación era el de rescatar a ciudadanos escandinavos que se encontrasen en malas condiciones en campos de concentración alemanes, pero rápidamente la nacionalidad de los prisioneros rescatados se expandió para incluir a personas de otros países como Francia y Polonia.
La operación se denominó buses blancos debido a que los buses utilizados para rescatar a los prisioneros fueron pintados completamente de blanco con una cruz roja y una bandera de Suecia al costado para evitar que sean tomados como blancos militares.

## Prisioneros escandinavos en Alemania
Luego de que Dinamarca y Noruega fueran invadidas por Alemania el 9 de abril de 1940, un número de noruegos fue arrestado casi de inmediato y los alemanes establecieron el primer campo de concentración en Ulven en las afueras de Bergen.
Poco después, la tensión se intensificó entre las autoridades nazis y el movimiento de resistencia noruego. A consecuencia de ello, más noruegos fueron arrestados y detenidos, inicialmente en prisiones y campos noruegos y luego deportados a campos en Alemania. Los primeros noruegos llegaron a Sachsenhausen el 29 de agosto de 1940, pero fueron liberados y enviados de vuelta a Noruega en diciembre. Las deportaciones regulares desde Noruega comenzaron en la primavera de 1941. Los arrestos en Dinamarca comenzaron cuando el gobierno de coalición renunció el 29 de agosto de 1943.
Los prisioneros escandinavos en Alemania fueron divididos en varias categorías, desde los que eran llamados internados civiles que vivían por su cuenta y tenían ciertas libertades, a los Nacht und Nebel (NN) o prisioneros "Noche y Niebla" cuyo destino era el de trabajar hasta la muerte. A medida que el número de prisioneros escandinavos aumentó, varios grupos organizaron trabajos de ayuda humanitaria para ellos. Los sacerdotes marineros noruegos en Hamburgo, Arne Berge y Conrad Vogt-Svendsen, visitaban a los prisioneros, llevándoles comida y trayendo cartas que enviaban para sus familias en Noruega y Dinamarca. Vogt-Svendsen también hizo contacto con los civiles que eran prisioneros en Gross Kreutz, las familias noruegas Hjort y Seip. Junto a otros escandinavos el grupo en Gross Kreuz recolectó listas detalladas de prisioneros y sus ubicaciones. Las listas fueron enviadas entonces al gobierno noruego en el exilio en Londres a través de la embajada sueca en Berlín. En Estocolmo el diplomático noruego Niels Christian Ditleff se vio muy involucrado con la suerte de los prisioneros escandinavos. Para finales de 1944 había unos 8.000 prisioneros noruegos en Alemania, además de unos 1.125 prisioneros de guerra noruegos.
Por parte de los daneses, el Almirante Carl Hammerich había estado trabajando por un largo tiempo en secreto para llevar a cabo una expedición con el nombre código de Jyllandskorps para ayudar a salvar prisioneros daneses y noruegos de los campos de concentración alemanes. Hammerich tenía buenas conexiones tanto con los sacerdotes marineros noruegos, el grupo Gross Kreutz y con Niels Christian Ditleff en Estocolmo. Para principios de 1945 había aproximadamente 6.000 prisioneros daneses en Alemania. Durante 1944 los daneses elaboraron detallados planes, incluyendo el registro de prisioneros y planes para transportar recursos haciendo disponible comida, vivienda y cuarentena para los prisioneros, si es que podían llegar a Dinamarca. Hammerich visitó Estocolmo en febrero, abril y julio de 1944 y discutió los planes con Ditleff.